# Arianna Follis
Arianna Follis (parfois orthographié en Arianne Follis en raison du bilinguisme officiel en Vallée d'Aoste), née le 11 novembre 1977 à Ivrée, mais originaire de Gressoney-Saint-Jean (Vallée d'Aoste), est une skieuse de fond italienne.

## Biographie
Elle débute en Coupe du monde en 1995 et remporte son premier podium en épreuve individuelle (1re place), le 7 mars 2006 à Borlänge. Aux Jeux olympiques de Turin, elle décroche une médaille de bronze avec le relais.
L'année suivante, aux Championnats du monde de Sapporo, elle remporte la médaille de bronze au dix kilomètres libre.
En 2009, elle devient championne du monde de sprint en style libre à Liberec.
En 2011, elle est vice-championne du monde de sprint libre derrière Marit Bjørgen avant d'arrêter sa carrière sportive.
Elle a également pratiqué le ski alpinisme à haut niveau, remportant deux fois le Trophée Mezzalama en 2001 et 2003.

## Palmarès

### Jeux olympiques
| Épreuve / Édition                         | Turin 2006 | Vancouver 2010 |
| Sprint Libre                              | 7e         |                |
| Sprint Classique par équipes              | 7e         |                |
| 10 km                                     |            | 11e            |
| 15 km                                     |            | 9e             |
| 30 km Libre départ en ligne               | 12e        |                |
| Poursuite 7,5 km classique + 7,5 km libre | 36e        |                |
| Relais 4 × 5 km                           | Bronze     | 4e             |

### Championnats du monde
| Épreuve / Édition                         | Épreuve / Édition                         | Lahti 2001 | Val di fiemme 2003 | Oberstdorf 2005 | Sapporo 2007 | Liberec 2009 | Oslo 2011 |
| Sprint Libre                              | Sprint Libre                              | 13e        |                    | 22e             |              | Or           | Argent    |
| Sprint par équipes                        | Classique                                 |            |                    |                 |              | Bronze       | 4e        |
| Sprint par équipes                        | Libre                                     |            |                    | 5e              | 8e           |              |           |
| Poursuite 7,5 km classique + 7,5 km libre | Poursuite 7,5 km classique + 7,5 km libre |            |                    |                 | 19e          | 7e           | 18e       |
| 10 km                                     | Libre                                     |            |                    | 18e             | Bronze       |              |           |
| 10 km                                     | Poursuite                                 | 28e        | 21e                |                 |              |              |           |
| 30 km                                     | Libre                                     |            | 30e                |                 |              |              |           |
| 30 km                                     | Libre départ en ligne                     |            |                    |                 |              | 8e           |           |
| Relais 4 × 5 km                           | Relais 4 × 5 km                           |            | 7e                 | Bronze          |              | 5e           | 4e        |

### Coupe du monde
- Meilleur classement général : 3e en 2011.
  - Meilleur classement en distance : 5e en 2011.
  - Meilleur classement en sprint : 2e en 2009 et 2011.
- 27 podiums :
  - 14 podiums en épreuve individuelle, dont 3 victoires.
  - 13 podiums en épreuve par équipes, dont 4 victoires.

#### Courses à étapes
- 10 podiums, dont 5 victoires d'étapes.

#### Détail des victoires individuelles
| Épreuve / Édition | Sprint     | Sprint    |
| Épreuve / Édition | libre      | classique |
| 2005-06           | Borlänge   |           |
| 2006-07           | Rybinsk    |           |
| 2010-11           | Düsseldorf |           |

##### Victoires d'étapes
| Date             | Lieu                       | pays     | Compétition | Discipline  |
| ---------------- | -------------------------- | -------- | ----------- | ----------- |
| 30 décembre 2007 | Prague                     | Tchéquie | Tour de Ski | Sprint TL   |
| 29 décembre 2008 | Prague                     | Tchéquie | Tour de Ski | Sprint TL   |
| 1 janvier 2009   | Nové Město na Moravě       | Tchéquie | Tour de Ski | Sprint TL   |
| 6 janvier 2010   | Cortina d'Ampezzo/Dobbiaco | Italie   | Tour de Ski | 16 km TL HS |
| 20 mars 2011     | Falun                      | Suède    | Finali      | 10 km TL HS |

Légende :

TC = classique

TL = libre

MS = départ en masse

HS = départ avec handicap

PU = poursuite

#### Différents classements en Coupe du monde
| Année     | Classement général final | Classement distance | Classement sprint |
| 1999-2000 | 77e                      |                     |                   |
| 2000-2001 | 49e                      |                     | 37e               |
| 2001-2002 | 85e                      |                     | 73e               |
| 2002-2003 | 57e                      |                     | 40e               |
| 2003-2004 | 36e                      | 48e                 | 20e               |
| 2004-2005 | 48e                      | 51e                 | 25e               |
| 2005-2006 | 16e                      | 30e                 | 7e                |
| 2006-2007 | 10e                      | 17e                 | 8e                |
| 2007-2008 | 7e                       | 9e                  | 9e                |
| 2008-2009 | 4e                       | 8e                  | 2e                |
| 2009-2010 | 5e                       | 7e                  | 10e               |
| 2010-2011 | 3e                       | 5e                  | 2e                |